# Boban Petrov
Boban Petrov (ur. 14 marca 1976) – australijski zapaśnik walczący w obu stylach. Zajął 25. miejsce na mistrzostwach świata w 1998 i 37. w 1999 roku. Zdobył cztery medale na mistrzostwach Oceanii w latach 1996 - 1999.